# Якушов, Эдуард Дмитриевич
Эдуа́рд Дми́триевич Я́кушов (род. 21 ноября 1939, Грозный) — советский и российский спортсмен и тренер. Заслуженный тренер РСФСР.

## Биография
Родился в Грозном. Выпускник факультета физической культуры и спорта Грозненского государственного педагогического института.
С 10 лет занимался акробатикой вместе с будущей женой Галиёй. В 1957 году стал победителем первенства РСФСР по акробатике. Участвовал в фестивале молодёжи и студентов в Москве.
Во время службы в Советской армии принимал участие в спортивных соревнованиях разного уровня, стал чемпионом СКА СКВО по прыжкам на акробатической дорожке, призёром чемпионатам ЦСК ВС СССР. Имел также второй разряд по лыжам и первый — по прыжкам в воду.
В 1960-е годы Эдуард Якушов стал чемпионом РСФСР и СССР по акробатике, ему было присвоено звание мастера спорта.
После окончания спортивной карьеры перешёл на тренерскую работу. Переехал в Тольятти, где долгие годы работал учителем физической культуры в 16-й средней школе и школе-интернате № 5.
Также выступал судьей спортивных состязаний. В 1980 году ему была присвоено звание судьи всесоюзной категории.
Член тольяттинского совета ветеранов спорта. Чемпион Самарской области среди ветеранов по мини-гольфу и стрельбе из пневматического пистолета.
Сыновья Эдуарда и Галии Якушовых также стали спортсменами. Александр стал многократным победителем первенства РСФСР и СССР по акробатике, мастером спорта и чемпионом СССР по акробатике. Участвовал в церемонии открытия Игр Доброй Воли в 1986 году. Игорь стал двукратным чемпионом мира и обладателем кубка мира по акробатике.

## Тренерские достижения
За годы тренерской работы Якушовым были подготовлены чемпион мира по акробатике, восемь мастеров спорта международного класса и более 120 мастеров спорта СССР. Заслуженный тренер РСФСР. Наивысших успехов из учеников Эдуарда Якушова добилась пара Ирина Бабина и Асет Хамзатова — обладатели кубка СССР и победители международных соревнований